# Episodi di Britannia (prima stagione)
La prima stagione della serie televisiva Britannia è stata resa disponibile nel Regno Unito e in Irlanda su Sky Box Sets il 18 gennaio 2018.
In Italia, la stagione è andata in onda sul canale satellitare Sky Atlantic dal 22 gennaio al 12 marzo 2018. In chiaro è stata trasmessa dal 5 al 26 marzo 2019 su Rai 4.
| nº | Titolo originale | Titolo italiano | Pubblicazione UK | Prima TV Italia  |
| -- | ---------------- | --------------- | ---------------- | ---------------- |
| 1  | Episode 1        | Episodio 1      | 18 gennaio 2018  | 22 gennaio 2018  |
| 2  | Episode 2        | Episodio 2      | 18 gennaio 2018  | 22 gennaio 2018  |
| 3  | Episode 3        | Episodio 3      | 18 gennaio 2018  | 29 gennaio 2018  |
| 4  | Episode 4        | Episodio 4      | 18 gennaio 2018  | 5 febbraio 2018  |
| 5  | Episode 5        | Episodio 5      | 18 gennaio 2018  | 12 febbraio 2018 |
| 6  | Episode 6        | Episodio 6      | 18 gennaio 2018  | 19 febbraio 2018 |
| 7  | Episode 7        | Episodio 7      | 18 gennaio 2018  | 26 febbraio 2018 |
| 8  | Episode 8        | Episodio 8      | 18 gennaio 2018  | 5 marzo 2018     |
| 9  | Episode 9        | Episodio 9      | 18 gennaio 2018  | 12 marzo 2018    |

## Episodio 1
- Titolo originale: Episode 1
- Diretto da: Metin Hüseyin
- Scritto da: Jez Butterworth e Tom Butterworth

### Trama
43 d.C..  L'impero Romano decide di conquistare le isole britanniche, un territorio in mano a piccole tribù celtiche divise tra loro e ritenute deboli. L'invasione sarà il secondo tentativo romano dalle guerre di Giulio Cesare del secolo precedente.
Le legioni sbarcano sull'isola ed attaccano un villaggio durante il solstizio (un rito di passaggio verso l'età adulta). Cait, una ragazzina del villaggio, assiste all'attacco Romani e viene salvata da un  reietto ex druido, Divis. L'uomo è stato il primo a predire l'arrivo degli invasori ed è ormai autoconvintosi di avere un ruolo importante nella guerra imminente.
Nella vicina tribù dei Cantiaci, Kerra, figlia del Re Pellenor, è rea di aver inasprito la rivalità con la tribù della regina Antedia dei Regnensi. Quest'ultima  rinuncia alla guerra (seppellire l'ascia da guerra) con un secondo matrimonio, ma lo sposo viene ucciso dalla sacerdotessa durante le nozze; la principessa regnense Ania, figlia di Antedia, viene presa prigioniera dai Cantiaci.
Aulo Plauzio è il comandante della IX Legione e riceve un oscuro avvertimento da parte dei druidi nativi che sembrano governare i delicati equilibri di pace tra le tribù selvagge: un legionario rapito e sottoposto a un rituale di negromanzia gli intima di arrendersi, ma rifiuta e lo fa seppellire vivo.

## Episodio 2
- Titolo originale: Episode 2
- Diretto da: Sue Tully
- Scritto da: Tom Butterworth

### Trama
Aulo Plauzio interroga un bambino celtico per capire qualcosa di più sull'ordine dei druidi. Lo lascia poi libero da sua madre, ma dà anche l'ordine che i prigionieri Cantiaci vengano crocifissi tutti (la crocifissione era una punizione normalmente usata ai tempi dei romani).
Kerra si reca di nascosto all'accampamento romano per discutere con Plauzio. L'uomo si dimostra disposto ad ascoltare le sue richieste, ed infine acconsente a far cessare le crocifissioni a patto che suo padre Pellenor apra ad un dialogo con i Romani. Lungo la via del ritorno la principessa viene attaccata in un'imboscata dei Regnensi, ma viene aiutata da Lindon, un guerriero celtico che la stava pedinando di nascosto.
Una compagnia romana agli ordini del comandante Vespasiano viene assaltata dai Cantiaci. I romani vengono sconfitti e presi prigionieri i sopravvissuti Vito Aurelio ed un subordinato.
Divis è stanco della piccola Cait e tenta di liberarsene convincendola a percorrere una strada sbagliata, mentre lui si dirige verso il castrum (accampamento) romano. 
Plauzio continua a ricevere strani segnali da parte dei druidi, quasi un "invito" a recarsi da loro per un confronto. Il generale poi lascia l'accampamento scortato da due legionari per raggiungere il capodruido Veran. Giunto nel covo dei druidi, chiede di poter interloquire con il loro capo, e viene sottoposto a un trucco mentale per entrare in contatto con il regno dei morti.

## Episodio 3
- Titolo originale: Episode 3
- Diretto da: Sue Tully
- Scritto da: Jez Butterworth e Richard McBrien

### Trama
Il generale Plauzio si risveglia in riva a un fiume, sotto gli occhi di Veran e della sua più fidata adepta, i quali seguono le sue mosse fino al momento in cui questi si allontana per tornare all'accampamento. 
Cait è inseguita da un branco di lupi e si ferisce gravemente. Riesce a sopravvivere, spinta dal desiderio di trovare suo padre Sawyer, e raggiunge proprio il castrum ove è tenuto prigioniero. Sawyer viene reso cieco davanti alla figlia Cait, nascosta nella boscaglia. 
Grazie ai suoi poteri mentali da druido, Divis è riuscito ad assoggettare i due legionari che avevano scortato Plauzio; ne fa uccidere l'uno, l'altro lo invia nel campo romano con un messaggio intimidatorio. Nell'accampamento il morale degli uomini è basso e scoppia il caos. Cait convince Divis ad aiutarla a liberare suo padre Sawyer, mentre tenta di uccidere Plauzio, ma nel vederlo qualcosa sembra spaventarlo al punto di desistere.
Nella potente tribù dei Cantiaci, il compagno di cella di Vito Aurelio implora di essere ucciso per impedire che parli sotto tortura. Re Pellenor interroga il prefetto, torturandolo: l'uomo è irriducibile e confessa solo l'accordo tra la Kerra ed il generale Plauzio. Pellenor è infuriato per l'insubordinazione della figlia, e convoca i druidi delle tribù celte.

## Episodio 4
- Titolo originale: Episode 4
- Diretto da: Luke Watson
- Scritto da: Tom Butterworth

### Trama
Veran e tutto il suo corteo di druidi giunge a Crugdunon per processare la principessa Kerra. Le prove contro di lei sembrano essere schiaccianti dal momento che Amena, moglie del principe Phelan, ha fornito a Pellenor dei rotoli scritti in latino e risalenti alla prima invasione romana dell'isola che Kerra aveva tenuto nascosti dal giorno della morte di sua madre. Tuttavia, Veran dichiara che saranno gli dei, non lui, a decidere il destino della ragazza.
Nella notte Amena si reca di nascosto nella tenda del druido supremo per cercare di ottenere il suo favore, ma salvo un'enigmatica predizione, non riesce a raggiungere quanto sperato. Tuttavia, mentre si appresta a tornare nella fortezza dei Cantiaci, viene fermata dall'adepta di Veran che la incoraggia sostenendo che abbia fatto buona impressione sul suo maestro.
Contemporaneamente Lindon, secondo marito di Amena, fa visita a Kerra in cella e la invita a scappare con lui, ma la ragazza rifiuta, limitandosi a baciarlo e a fare l'amore con lui.
Il giorno seguente Veran pronuncia il verdetto a suo dire voluto dagli dei: contro ogni aspettativa, sarà re Pellenor a venire giustiziato, e non Kerra. Prima di avviarsi verso il tempio sacro dei druidi per il sacrificio, uno sconvolto Phelan si reca dal prigioniero Vito e gli chiede quale sia secondo lui la cosa che più dovrebbero temere; il romano risponde che sia la IX legione dell'Impero e più di tutto il suo generale Aulo Plauzio, in quanto la sua abilità unica è quella di riuscire a distruggere i suoi avversari dall'interno. "Guardate il volere di Roma" grida il comandante fuori di sé mentre il corteo di druidi e Cantiaci lascia la città.
Nel campo romano Aulo, dopo aver acconsentito a sgomberare la strada per il santuario celtico in cui si terrà il sacrificio, ordina a Lucio di prendere con sé alcuni uomini e seguire il corteo dei Celti tenendosi a distanza di sicurezza. Poi decide di attribuire una promozione al legionario fuggito dall'inboscata e lo incarica di scoprire qualcosa sul legionario che ha ucciso e decapitato il suo compagno, ora tenuto confinato in una tenda.
Sawyer, ormai privo della vista, viene a sapere da Cait che sua figlia Islene è morta durante l'attacco dei Romani al villaggio e ne rimane sconvolto. Non più del tutto lucido a causa del dolore, cerca di praticare un rituale magico per riportarla in vita, ma fallisce e le sue lacrime si uniscono a quelle di Cait.
Kerra e Phelan sono costretti ad assistere insieme a tutta la corte dei Cantiaci al sacrificio del loro padre. Come da rituale, Veran legge le rune che lui stesso aveva inciso sulla fronte del re, parole sprezzanti che suscitano in Pellenor un flusso di coscienza che lo induce a chiedere a sua figlia di perdonarlo. Quindi il druido affonda la sua lama nella gola del re e lo uccide. Al momento di nominare il suo successore Veran non sceglie Phelan, come tutti attendevano, ma Kerra.

## Episodio 5
- Titolo originale: Episode 5
- Diretto da: Luke Watson
- Scritto da: Jez Butterworth

### Trama
Al santuario sono tutti scioccati dalla decisione di Veran, Kerra per prima, la quale ha un duro confronto con il fratello Phelan, fortemente deluso di non essere stato designato re: egli comincia a sospettare della lealtà della ragazza al suo popolo, dubbio rafforzato dalle inquietanti parole pronunciate da Vito Aurelio il giorno prima. Poco dopo Lindon rinnova a Kerra la proposta di fuggire insieme ma lei decide prima di parlare con il capo dei druidi per ottenere qualche risposta: Veran le conferma dunque di aver avuto contatti con il generale Plauzio, ma le assicura di aver scelto lei non per compiacere il Romano, ma perché è sicuro che sarà una regina in grado di contrastare l'invasione. Kerra accetta dunque di diventare la guida dei Cantiaci.
Divis si reca nel covo dei druidi per avvisarli del pericolo che ha scorto negli occhi di Plauzio, ma trova il luogo deserto. L'unico ad essere rimasto è Quane, un anziano druido, suo vecchio amico, che gli racconta una leggenda sulle origini di Veran, dipingendolo come il secondo uomo ad essere stato posto sulla Terra. Divis insiste su quanto il proprio aiuto possa essere prezioso nella lotta contro il demone Lokka, secondo lui incarnato dal generale Plauzio, ma il vecchio gli ricorda di aver tradito la fiducia dei druidi cadendo negli inganni tesigli da Pwykka, il demone serpente. L'uomo decide allora di compiere, da solo, un altro viaggio nel regno dei morti.
La regina dei Regnensi Antedia dà ordine di convocare i Romani per avvisarli della nomina della nemica Kerra a regina dei Cantiaci e ricordare loro dell'accordo stabilito in precedenza. Aulo e Lucio discutono quindi con lei sui termini della propria alleanza e la regina sembra cercare di valutare di che pasta sia fatto il generale Romano, non venendo peraltro delusa. Prima di congedarsi Antedia aggiunge una richiesta a quelle già poste nel loro precedente incontro: per conquistarsi definitivamente la sua fiducia Plauzio dovrà portarle la testa del druido Veran.
Cait e suo padre giungono finalmente a Crugdunon, proprio mentre Phelan e la principessa Ania sono in procinto di scappare insieme.

## Episodio 6
- Titolo originale: Episode 6
- Diretto da: Sheree Folkson
- Scritto da: Tom Butterworth

### Trama
Nell'oltretomba Divis ha una visione in cui Aulo Plauzio sembra essere destinato a morire durante la sua campagna di conquista, mentre su una rupe si staglia nientemeno che Cait, la quale regge un vessillo romano in fiamme. Una volta tornato nel mondo reale, però, il demone Pwykka si impossessa di lui portandolo a massacrare alcuni Regnenzi di pattuglia. 
A Crugdunon, Kerra dà ordine di liberare Vito Aurelio affinché rechi un messaggio al suo generale: accetterà di incontrarsi con lui solamente all'interno della cittadella. Anche Cait fa conoscenza della nuova regina, la quale è incuriosita nei suoi confronti e le dona l'abito del suo solstizio.
Plauzio e Veran hanno un incontro mentre i Romani si stanno dirigendo dai Regnensi, e ancora una volta emerge come entrambi abbiano ottenuto vantaggi l'uno dall'altro, mantenendosi però freddi e, anzi, aprendo uno spiraglio su un possibile conflitto. Una volta lasciato il druido, nel bosco vengono trovati i cadaveri degli uomini uccisi da Divis e l'unico sopravvissuto fa ad Aulo il nome di Pwykka. Più tardi all'incontro con Antedia, Plauzio chiede che i 5000 uomini regnensi pronti ad attaccare Crugdunon non muovano sulla città prima che lui abbia parlato con la regina Kerra. Antedia, seppur riluttante, accetta.
Plauzio si reca dunque da Kerra per raggiungere un'intesa che eviti qualunque scontro. Il generale non nasconde di aver avuto contatti anche con Antedia, sostenendo però che il suo unico obiettivo è la pace, oltre a garantire a Roma una nuova provincia da tassare. Nella stessa notte giunge alla fortezza dei Cantiaci anche Divis, ancora fuori di sé: questi riesce ad entrare grazie all'aiuto di Amena, convinta che egli sia il demone da lei generato per uccidere Kerra durante un presunto rituale di magia nera. Cait si ritrova quindi braccata sia da Divis che da Plauzio (il quale la vede mentre si appresta a tornare al castrum) ma viene aiutata a fuggire proprio da Kerra, la quale manda così in fumo ogni possibile accordo con i Romani.
Nel finale, Plauzio ordina a Lucio di mandare il segnale ai Regnensi: l'assedio di Crugdunon può cominciare.

## Episodio 7
- Titolo originale: Episode 7
- Diretto da: Sheree Folkson
- Scritto da: Jez Butterworth

### Trama
Cait cerca rifugio con suo padre ma non è l'unica a cercare aiuto: anche i legionari Bruto e Philo hanno lasciato il castrum romano e sono alla ricerca di un luogo dove nascondersi, mentre il principe Phelan e la sua "prigioniera" Ania attraversano le terre dei Cantiaci per allontanarsi il più possibile da Crugdunon. Il caso vuole che tutte e tre le coppie finiscano per cercare riparo nei pressi del vecchio villaggio di Cait, andato distrutto poco dopo lo sbarco dei Romani in Britannia.
Bruto cerca in tutti i modi di far uscire Philo dal suo stato di trance e alla fine ci riesce dopo aver assunto insieme a lui delle particolari droghe naturali trovate nella cantina della capanna in cui si trovano. 
Ania seduce ancora Phelan e i due hanno un rapporto sessuale, ma in seguito la principessa regnense dichiarerà il suo intento di concepire un figlio con lui per adempiere alla profezia che li riguarda e che, come rivela, è stata pronunciata dal druido Veran in persona. 
Nel frattempo Divis, ancora posseduto da Pwykka, ha seguito le tracce di Cait e riesce a sorprendere la ragazzina nel villaggio, cercando di ingannarla vestendo le spoglie della defunta sorella Islene. Ma Cait non si lascia ingannare e affronta faccia a faccia il demone; miracolosamente, il suo coraggio sembra avere il potere di liberare l'ex druido dal suo giogo. Ripresosi, Divis le rivela dunque il ruolo fondamentale che giocherà nella guerra contro i Romani e asserisce che il proprio compito sarà di proteggerla a ogni costo.

## Episodio 8
- Titolo originale: Episode 8
- Diretto da: Christoph Schrewe
- Scritto da: Jez Butterworth

### Trama
Sono passati quattro mesi da quando Cait ha abbandonato a malincuore suo padre per iniziare il proprio addestramento insieme a Divis. Tuttavia esso non sta dando i frutti sperati e la ragazzina non è ancora in grado di compiere nemmeno gli incantesimi più semplici, come dimostra il suo fallito tentativo di ipnotizzare un gruppo di tre guerrieri regnensi. Anche Divis è sempre più dubbioso sul suo conto, soprattutto contando che nemmeno lui è a conoscenza della parte finale della profezia. Ma avverte Cait che presto tre "cerberi infernali" si metteranno sulle loro tracce per venire a prenderla.
Tre come gli assassini che Aulo Plauzio ha fatto convocare in Britannia dai più remoti angoli dell'impero per catturare la "speranza figlia di un padre cieco", ossia la piccola Cait. Fra questi spicca Hella, una spietata guerriera proveniente dall'Hibernia (Irlanda) che riuscirà a usare gli altri due per raggiungere il proprio scopo per poi liberarsi di loro.
Crugdunon è cinta d'assedio dai Regnensi, fra i quali un'impaziente Antedia attende che le scorte di cibo dei Cantiaci si esauriscano con l'inverno. Dopo un confronto con Plauzio, la regina stabilisce che è tempo di sfruttare la spia che si nasconde entro le mura della cittadella, il gallo Lindon. Questi riceve un messaggio dai Regnensi con l'ordine di presentarsi al loro accampamento. Tramite un passaggio segreto egli lascia la fortezza e incontra Antedia, la quale mette alla prova la sua lealtà imponendogli di bruciare il magazzino con le scorte rimaste. A malincuore dato il sentimento che lo lega a Kerra, Lindon torna nella cittadella e obbedisce.
Nel campo romano il prefetto Lucio è sempre più scontento nei confronti del suo generale a causa del suo comportamento scostante e apparentemente distante dalla realtà, a tal punto da arrivare, una notte, a tentare di assassinarlo nel sonno. Ma, con suo sommo orrore, a venire pugnalato non è Aulo ma Marco, il suo scriba. Il generale aveva infatti anticipato le mosse del suo vecchio amico ma, invece di ucciderlo, si limita a consigliargli di scappare prima che qualcuno si accorga di ciò che ha fatto.
Una notte, Divis lascia Cait da sola per un attimo ma, dopo aver avuto una sorta di rivelazione mistica che lo spinge a negare quanto avesse creduto finora riguardo alla profezia, viene attaccato a sorpresa da Hella, che lo ferisce più volte con un coltello e lo abbandona nelle acque dello stagno. Procedendo, l'assassina trova Cait impiccatasi a un albero per la disperazione, ma ancora viva.

## Episodio 9
- Titolo originale: Episode 9
- Diretto da: Christoph Schrewe
- Scritto da: Tom Butterworth

### Trama
Hella ha salvato Cait tagliando il cappio che la stava soffocando, ma invece di portarla da Aulo come promesso nasconde la ragazzina ricoprendola di terra e lasciandole un tubicino per respirare, e si dirige dai druidi. Dopo aver rivelato dove è nascosta Cait e aver ricevuto da Veran la ricompensa pretesa, l'assassina lascia il covo dei druidi e si allontana. Phelan e Ania, ospiti dei druidi da quattro lune, vengono finalmente ricevuti da Veran, il quale però delude le loro speranze dichiarando che non è Ania la prescelta di cui parla la profezia. 
Anche Divis è sopravvissuto allo scontro con Hella e, dopo essersi medicato alla meglio le ferite infertegli da questa, si rimette sulle tracce di Cait, fino a trovarla proprio nelle mani dei suoi vecchi maestri. Il reietto, spinto dalla volontà di scoprire quali segreti nasconda la profezia, esce dall'ombra e si palesa agli occhi di Veran.
Dopo aver lasciato fuggire Lucio, Aulo Plauzio nomina un redivivo Vito Aurelio come nuovo prefetto e si reca con lui all'accampamento dei Regnensi. I Cantiaci sono infatti ormai prossimi alla resa e il generale romano discute con la regina Antedia su come comportarsi: i Romani prenderanno il controllo della cittadella mentre le terre coltivabili andranno ai Regnensi. C'è però una condizione su cui Antedia non è disposta a discutere: pretende dei sacrifici di sangue da parte degli sconfitti e, soprattutto, Kerra dovrà essere lasciata a lei. Immaginando un simile fato, la regina dei Cantiaci decide comunque di consegnarsi ai Romani e sperare che Plauzio accetti di essere garante per la salvezza, se non sua, almeno del suo popolo. Prima di lasciare la cittadella viene schernita da Amena che le rivela anche di come sia stato Lindon a bruciare le scorte rimaste, fatto che viene confermato poco dopo dallo stesso Gallo che sostiene di aver sempre agito seguendo la strada che i druidi gli avevano indicato. Kerra tuttavia decide di non punirlo sentenziando che la sua anima è già perduta se è nelle mani di Veran. All'accampamento romano Plauzio sembra essere disposto ad ascoltare le poche condizioni pretese dalla regina ma ne ha una sola da porre per lei: mostrarle come i Romani sistemano i loro affari. Sotto gli occhi scioccati di Kerra il generale dà l'ordine ai suoi di azionare le catapulte e scoccare frecce incendiarie sul vicino accampamento dei Regnensi ormai diventati scomodi. Le file dei romani sono infatti state rimpolpate dall'arrivo di una seconda legione e Aulo non ha più bisogno degli uomini di Antedia. Al massacro sopravvivono solo quest'ultima, suo figlio Gildas e alcune guardie, ma vengono tutti uccisi dai dardi durante la fuga tranne la regina stessa, che viene presa prigioniera. Nella sua tenda Plauzio chiede ancora una volta a Kerra dove si trovi Cait ma, quando lei reagisce tentando di ucciderlo con un pugnale e rifiutandosi di aiutarlo, il generale la trafigge ed estrae il suo cuore dal petto, per poi gettarlo tra le fiamme di un braciere. 
Morta la regina, non resta che incoronare Amena come nuova sovrana dei Cantiaci.
Poco lontano da Crugdunon, Cait si risveglia fra i dolmen e i menir dove era stato sacrificato Re Pellenor, con delle rune appena incise sulla fronte. Accanto a lei trova Divis che, sconvolto, continua a ripetere fra sé che ora, finalmente, conosce quello che succederà.